# Caspar Tamm

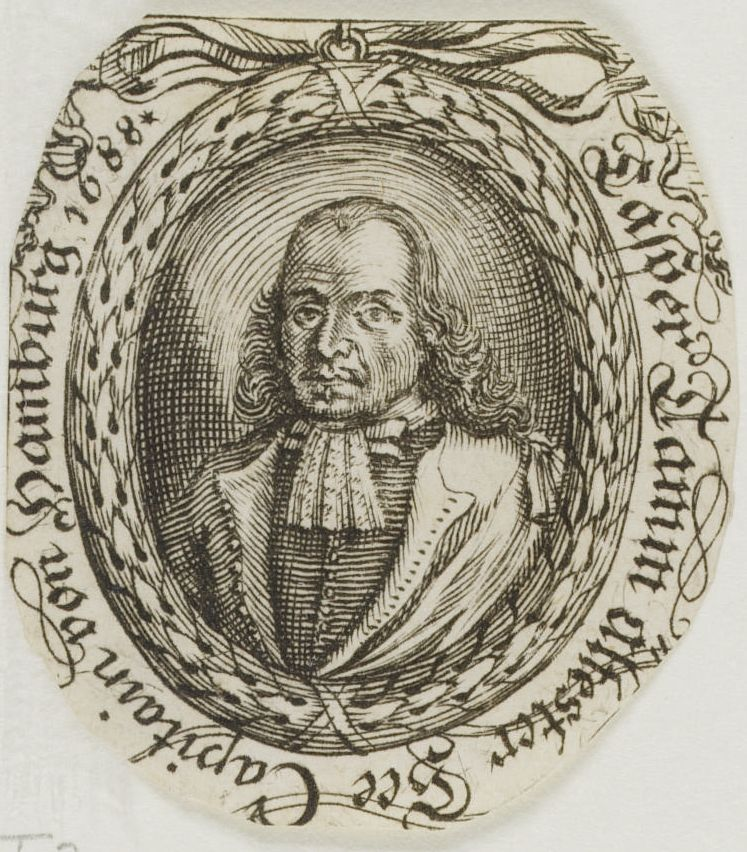
Caspar Tamm

Caspar Tamm (* 1629; † 1700) war ein Hamburger Convoykapitän. Er war Kapitän des Schiffes Wapen von Hamburg.

## Leben
In einem von einflussreichen Kaufleuten und Schiffern vom 19. August 1684 ausgestellten Bittgesuch wurde Caspar Tamm als Kapitän für das Convoyschiff Wapen von Hamburg (II) empfohlen. Einen Tag später erschien eine nicht minder einflussreiche andere Interessengruppe bei der Admiralität, die Johann Schulte vorschlug, dem schließlich auch der Vorzug gewährt wurde. Allerdings verwehrte die Bürgerschaft ihm das Amt, so dass schließlich doch Tamm zum Kapitän der Wapen von Hamburg (II) ernannt wurde.
Ähnlich wie Kapitän Holste von der Wapen von Hamburg (I) verstieß auch Kapitän Tamm mehrfach gegen seine Konvoi-Instruktionen und belud sein Konvoischiff mit nicht registrierten Frachtgütern, die in keinen Konvoibüchern aufgeführt waren. Tamm wurde mit den Vorwürfen konfrontiert, dieser deklarierte aber z. B. transportierten Zucker als Schiffsballast und begründete dessen Mitnahme mit der ihm als Kapitän zustehenden Verbesserung der Segel- und Kampfeigenschaften seines Schiffes durch die ladungsbedingte stabilere Lage im Wasser. Die Admiralität unternahm keine besonders sorgfältigen Untersuchungen und Tamm entging knapp disziplinarischen Maßnahmen, da man ihm seine bereits erworbenen Verdienste gegen die Korsaren nicht absprechen wollte.

## Familie
Caspar Tamms Sohn Martin (1680–1745) wurde ebenfalls Hamburger Convoykapitän. 1700 wurde er durch diesen als Kapitän der Wapen von Hamburg (II) abgelöst. Der ältere Sohn, Caspar (1672–1732), war von 1701 bis 1731 hanseatischer Konsul in Cádiz. Ein späterer Nachfahre war der Hamburger Verleger und Gründer des Internationalen Maritimen Museums Hamburg Peter Tamm.